# Arystarch (imię)
Arystarch – imię męskie pochodzenia greckiego oznaczające tyle co najlepszy władca.
Arystarch imieniny obchodzi 28 kwietnia i 4 sierpnia.

## Znane postacie o tym imieniu
- Św. Arystarch był współpracownikiem i towarzyszem podróży św. Pawła.
- Arystarch z Samos, grecki astronom.
- Arystarch Kaszkurewicz (1912–1989) – polski artysta tworzący w Brazylii
- Aristarch Lentułow (1882–1943) – rosyjski i radziecki malarz, scenograf i pedagog